# Synema berlandi
Synema berlandi är en spindelart som beskrevs av Roger de Lessert 1919. Synema berlandi ingår i släktet Synema och familjen krabbspindlar. Inga underarter finns listade i Catalogue of Life.